# Rafał Kubicki
Rafał Kubicki (* 1974) ist ein polnischer Historiker, der Professor für Mittelalterliche Geschichte in Danzig ist.

## Leben
Er studierte Geschichte an der Universität Danzig und Theologie an der Katholischen Universität Lublin und schloss beide Studiengänge 2000 mit dem Magister ab. Danach arbeitete Rafał Kubicki im Staatsarchiv in Danzig. Nach der Promotion 2004 war er auch als wissenschaftlicher Mitarbeiter in der Universität Danzig tätig. 2012 habilitierte er und wurde 2013 Professor für Archivkunde und 2015 Professor am Bereich für Geschichte des Allgemeinen Mittelalters in Danzig.

## Publikationen (Auswahl)
Rafał Kubicki veröffentlichte zahlreiche Publikationen zur mittelalterlichen Geschichte im Ordensland Preußen und Königlich-Preußen, vor allem zu den Bettelorden und zur Wirtschaftsgeschichte, aber auch zu stadthistorischen Themen wie Testamenten von Bürgern in Elbing (Elbląg). Aufgeführt werden neben einigen polnischsprachigen Arbeiten die deutschsprachigen und englischsprachigen Publikationen, in Klammern wurden Übersetzungen der Titel ergänzt.

### Monographien
- Zakony mendykanckie w Prusach Krzyżackich i Królewskich od XIII do połowy XVI wieku. [Bettelorden im Ordensland Preußen und Königlich Preußen vom 13. bis zur Mitte des 16. Jahrhunderts], Gdańsk 2018.
- Środowisko dominikanów kontraty pruskiej od XIII do polowy XVI w. [Die Umwelt der Dominikaner in deren preußischen Provinzen vom 13. bis zur Mitte des 16. Jahrhunderts] Gdańsk 2007.
- Mlynarstwo w państwie zakonu krzyżackiego w Prusach w XIII–XV wieku (do 1454 r.) [Das Mühlenwesen im Ordensland Preußen im 13.–15. Jahrhundert (bis 1454)] Gdańsk 2012.
- Testamenty elbląskie. Studium z dziejów miasta i jego mieszkańców w późnym średniowieczu [Elbinger Testamente. Geschichte der Stadt und ihrer Bewohner im Spätmittelalter] Gdańsk 2020.
- Prussia Monastica. Studia z dziejów zakonów w Prusach Krzyżackich, Królewskich i Zachodnich (od XIII do połowy XIX wieku) [Prussia Monastica. Die Klöster im Ordensland Preußen, in Preußen Königlichen Anteils und in Provinz Westpreußen vom 13. bis zur Mitte des 19. Jahrhunderts] Gdańsk 2021.
- Franciszkanie w Gdańsk w XV-XVI wieku [Die Franziskaner in Danzig im 15.-16. Jahrhundert] Gdańsk 2022.

### Artikel (Auswahl)
- Wykaz czynszów i służb komturstwa człuchowskiego z 1446 roku wraz z inwentarzem koni, uzbrojenia i zapasów kuchni na zamku w Człuchowie. [Verzeichnis der Zinsen und Dienste der Komturei Schlochau von 1446 mit einem Inventar der Pferde, der Ausrüstung und des Küchenbestandes im Schloss Schlochau] In: Zapiski historyczne. 82, 3, 2017, S. 109–126 (zapiskihistoryczne.pl PDF).
- Wybrane zródla do dziejów szpitala sw. Elżbiety w Gdansku – nadania krzyzackie z lat 1399–1448. [Ausgewählte Quellen zur Geschichte des Elisabethspitals in Danzig. Überlieferungen des Deutschen Ordens aus den Jahren 1399–1448] In: Studia z dziejów sredniowiecza. 19, 2016, S. 305–334.
- Mendicant friaries in the Dominion of the Teutonic Order in Prussia and in Royal Prussia after 1466 until the Reformation. [Bettelordensbrüder im Gebiet des Deutschen Ordens in Preußen und Königlich Preußen nach 1466 bis zur Reformation]. In: Zapiski historyczne. 81, 4, 2016, S. 83–100 (zapiskihistoryczne.pl PDF).
- W trośce o zbawienie – testamenty kupców Gdańska i Elbląga z drugiej połowy XV i poczatku XVI wieku. [Testamente von Kaufleuten aus Danzig und Elbing aus der zweiten Hälfte des 15. und dem Anfang des 16. Jahrhunderts] In: Przeglad zachodniopomorski. 1, 2016, S. 111–128 (Digitalisat).
- Dominican Cloisters in the Sacral Space of Prussian Cities in the Middle Ages. [Dominikanerklöster im Sakralbereich preußischer Städte im Mittelalter] In: Kultura-ekonomika-visuomene. 2015, S. 57–66.
- Das Mühlwesen als Bestandteil der Wirtschaftspolitik des Deutschen Ordens in Preußen. In: Kings in captivity. Macroeconomy. Economic growth. 2014, S. 303–334.
- Das Verhältnis des Deutschen Ordens zu den Mühlenbesitzern und Müllern in Preußen. In: 17th Ordines Militares Conference. 19, 2014, S. 53–71.
- Die Rolle der Bettelorden im Ordensland Preußen. In: Cura animarum: Seelsorge im Deutschordensland Preußen. 2013, S. 74–91.

- Sources for the history of mendicant economy in Royal Prussia from the 15th till the beginning of the 16th century. [Quellen zur Geschichte der Bettelordenökonomie in Königlich Preußen vom 15. bis zum Beginn des 16. Jahrhunderts]. In: Hereditas monasteriorum. 3, 2013, S. 55–65 (hm.kasaty.pl PDF).

- Franciszkanie w Gdańsku – zaplecze spoleczne klasztoru oraz jego zwiążki z miastem w XV i I pol. XVI w. [Die Franziskaner in Danzig – und seine Beziehungen zur Stadt im 15. und der ersten Hälfte des 16. Jahrhunderts]. In: Nasza przeszlosc. 115/116, 2011, S. 163–182.
- Zur militärischen Bedeutung der Wassermühlen im Ordensland Preußen. In: Beiträge zur Militärgeschichte des Preußenlandes. 2010, S. 103–119.
- Dominikanie w Elblągu – materialne podstawy egzystencji konwentu i jego związki z miastem. [Die Dominikaner in Elbing, ihre materiellen Existenzgrundlagen und ihre Beziehungen zur Stadt]. In: Rocznik elbląski. 19, 2004, S. 5–30.